# Fugenspaltmessung
Fugenspaltmessungen dienen bei der Bauwerksüberwachung zur Bestimmung von Änderungen des Abstandes zweier durch eine Fuge oder einen Riss voneinander getrennter Bauwerksteile.

## Anwendung
Mit diesem Verfahren können horizontale Bewegungen der einzelnen Mauerfelder bei Talsperren erfasst werden. Bei der Überwachung von Schwergewichtsstaumauern wird die Verschiebung der Betonblöcke in Abhängigkeit von den Betontemperaturen aufgezeichnet. Eine weitere Anwendung besteht in der messtechnischen Kontrolle von Bauwerksrissen.

## Messverfahren
Im gleichen Abstand von der Fuge und in gleicher Höhe werden die Messpunkte (Bolzen) vermarkt. Der Abstand beider Messpunkte voneinander beträgt 20 bis 30 cm. Die Abstände werden mit Hilfe von Bügelmessschrauben, Messschieber oder Messuhren, die eine Ablesegenauigkeit von ±0,01 bis ±0,1 mm gestatten, aufgenommen. Das verwendete Messmittel ist vor jeder Messung mit einem Längennormal zu prüfen. Bei der kombinierten Fugenspaltmessung erhält man, zusätzlich zu der Relativbewegung senkrecht zur Bauwerksfuge, auch die parallele Verschiebung. Voraussetzung ist die Anordnung von drei Messbolzen, die ein gleichseitiges Dreieck bilden.